# Gateway Load Balancing Protocol
Gateway Load Balancing Protocol (GLBP) es un protocolo propietario de Cisco que intenta superar las limitaciones de los protocolos de router redundantes existentes añadiendo la funcionalidad de balanceo de carga.

## Características
Además de ser capaz de establecer prioridades en los diferentes routers de pasarela, GLBP permite establecer un parámetro de ponderación para cada uno de ellos. Sobre la base de esta ponderación (en comparación con otros en el mismo grupo de router virtual), peticiones ARP serán contestadas con direcciones MAC que apunta a diferentes routers. Por lo tanto, de forma predeterminada, el equilibrio de carga no se basa en la carga de tráfico, si no más bien en el número de hosts que utilizarán cada router gateway. Por defecto equilibra la carga GLBP en round-robin.

## Funcionamiento
GLBP elige a uno AVG (puerta de enlace virtual activo) para cada grupo. Otros miembros del grupo actúan como respaldo en caso de fallo de AVG. En caso de que haya más de dos miembros, el segundo mejor AVG se coloca en el estado de espera y todos los demás miembros se colocan en estado de escucha. Esto se vigila por medio de hello y temporizadores Holdtime, que son 3 y 10 segundos de forma predeterminada. El AVG elegido a continuación, asigna una dirección MAC virtual a cada miembro del grupo GLBP, incluido él mismo, lo que permite FAV (Forwarders virtuales activas). Cada AVF asume la responsabilidad por el envío de paquetes enviados a su dirección MAC virtual. Podría haber hasta cuatro FAV al mismo tiempo.
Por defecto, los routers GLBP utilizan la dirección de multidifusión local de 224.0.0.102 para enviar paquetes de hello a sus compañeros cada 3 segundos sobre UDP 3222 (origen y destino).Cisco implementa IPv6 que soporta GLBP en IOS

## Opciones de balanceo de carga
Existen tres mecanismos de balanceo de carga:
- Round-robin: Con Round Robin cada dirección MAC VF se utiliza secuencialmente en las respuestas ARP para la dirección IP virtual. El balanceo de carga de Round Robin es adecuado para cualquier número de hosts finales.
- Host-dependent: La dirección MAC de un host se utiliza para determinar a qué dirección MAC VF se dirige el host. Esto asegura que se garantizará que un host utilizará la misma dirección MAC virtual siempre que el número de VFs en el grupo GLBP sea constante.
- Weighted: Esta es la capacidad de GLBP para colocar un weight en cada dispositivo al calculando la cantidad de carga compartida que ocurrirá a través de la asignación MAC. Cada router GLBP del grupo anunciará su weight; AVG actuará basándose en ese valor.